# Scacchite
La scacchite è un minerale scoperto nel 1869 da Arcangelo Scacchi. È stato rinvenuto solo sul Vesuvio .

## Forma in cui si presenta in natura
Incrostazioni di colore bianco.